# LHS 292
LHS 292 és una nana vermella en la constel·lació del Sextant. Malgrat ser a una distància relativament propera al Sol, a uns 14,8 anys llum, és massa tènue com per poder ser vista a ull nu. És una estrella fulgurant, la qual cosa vol dir que pot augmentar sobtadament la seva brillantor durant curts períodes.